# Koseki
El Koseki (戸籍?) o Registro Familiar es un sistema de Registro Civil propio de Japón y de los más antiguos del mundo; mediante este registro y durante más de un milenio, el gobierno japonés ha dejado constancia escrita de los momentos más importantes en las vidas de todas las familias del Japón. El actual sistema de registro familiar se adoptó poco tiempo después de la Restauración Meiji en 1868. Actualmente, el Ministerio de Justicia usa el koseki para registrar familias, seguir el rastro de nacimientos, matrimonios, muertes, convicciones criminales, etc.
Para evitar multas, toda familia debe reportar dichos cambios a la oficina del gobierno local donde estos registros se mantienen. Aquellos eventos no reportados no son reconocidos por el gobierno y no tienen validez legal.

## Nombres
Debido a que Japón es una sociedad patrilineal, una mujer recién casada generalmente adopta el apellido de su esposo. Sin embargo, cerca del 2% de los hombres decide -en lugar de seguir la práctica- adoptar el apellido de su esposa. Un motivo usual para ello es que la familia de la esposa sea descendiente directa de un aristócrata o de un samurái, y por ello tales familias buscan evitar la extinción de un apellido ilustre. El koseki no acepta segundos nombres ni nombres con guiones.

## Paternidad
Un niño que nace fuera del matrimonio se registra como tal en el koseki. Para evitar confusiones acerca de la paternidad, las mujeres no se pueden volver a casar hasta que pasen seis meses después del divorcio.

## Privacidad
Aunque en principio el koseki es ostensiblemente privado, la información del registro familiar es rutinariamente solicitada por potenciales empleadores y casamenteros (nakodo) que acuerdan matrimonios, pues permite conocer en detalle los antecedentes familiares de cada individuo. La información está siempre disponible para abogados que trabajan en asuntos legales. Los detectives también tienen acceso a esta información.

## Extranjeros residentes permanentes
Hasta inicios del siglo XXI, los nombres extranjeros no podían ser registrados en el koseki, por lo tanto aquellos extranjeros que no querían adoptar un nombre japonés no podían acceder a la ciudadanía por naturalización. En la actualidad esto ya no es un problema y para la escritura de los nombres extranjeros, se usa el alfabeto katakana. Incluso ya las mujeres japonesas casadas con residentes extranjeros pueden cambiar su apellido por el de su esposo.

## Matrimonios con extranjeros
Se necesita que sólo uno de los padres sea ciudadano japonés para que los hijos sean automáticamente ciudadanos japoneses. Su nacimiento debe ser reportado a la oficina de gobierno local para que sean registrados.
En el año 2002, el sistema de registro familiar en papel fue descontinuado y en su lugar se adoptó un sistema computarizado de registro de familiar llamado Juki Net.